# Zakynthos (oraș)
Zakynthos (greacă Ζάκυνθος - Zákynthos, numit și Zante) este un oraș în vestul Greciei, Insulele Ionice, reședința prefecturii și cel mai important oraș de pe insula cu același nume - Zakynthos.

## Așezare
De la reforma administrației publice locale din 2011 este parte a municipiului Zakynthos.  Este capitala insulei Zakynthos, numită „Veneția sudului” sau „Floarea Levantului”.
Unitatea municipală Zakynthos se află în partea de est a insulei, are o suprafață de 45.788 km² și o populație de 16.810 locuitori, conform recensământului din 2011.
Aceasta este compusă din comunitățile Zakynthos (pop. 9773), Ampelokipoi (1930), Argasi (1.266), Vasilikos (799), Gaitani (1899) și Bochali (1.143). Unitatea municipală include, de asemenea, Insulele Strofades, care se află la aproximativ 50 km sud de Insula Zakynthos.

## Geografie

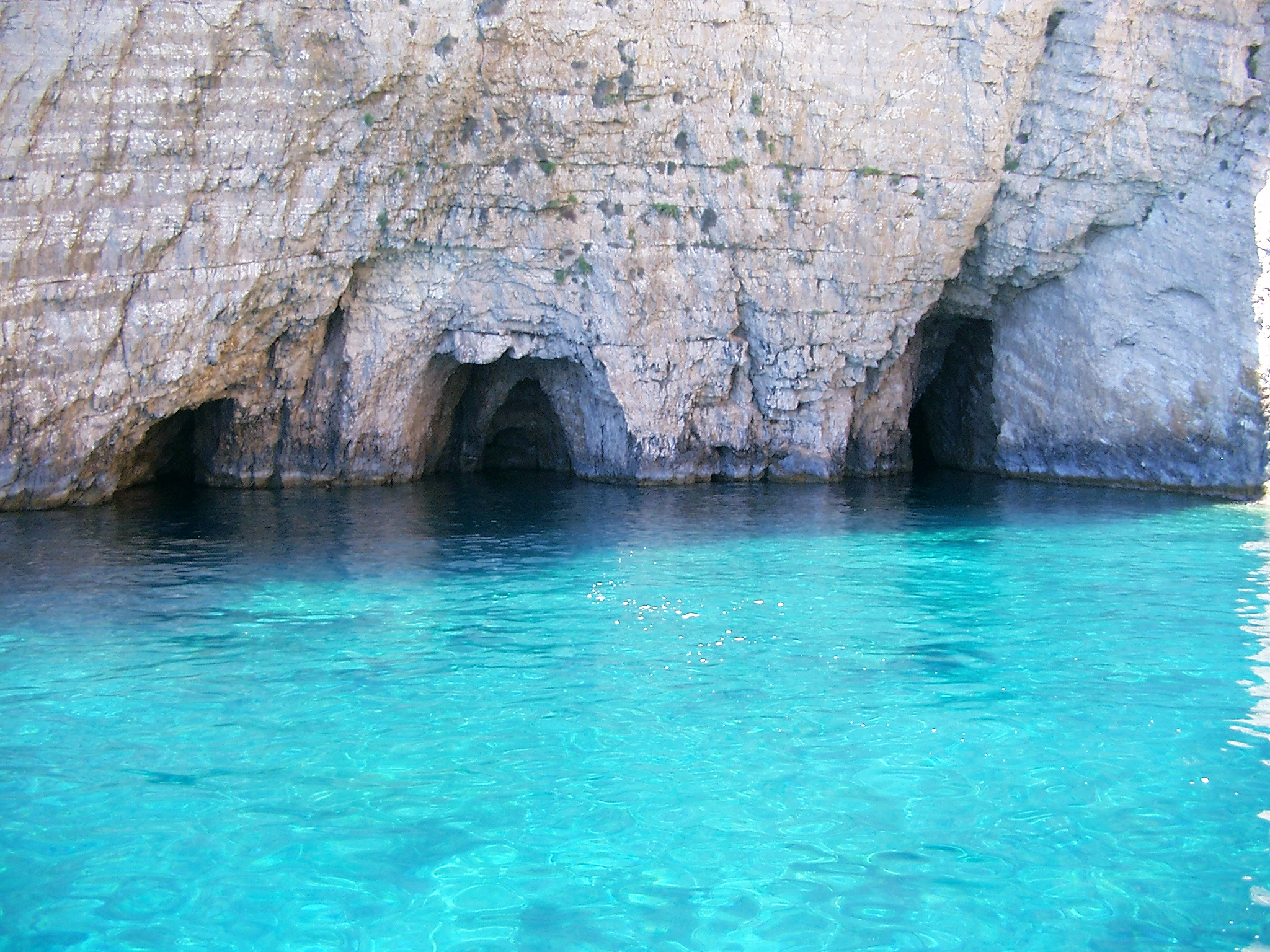
Intrarea în Grotele albastre

Zakynthos are un teren variat, cu câmpii fertile în partea de sud-est și teren muntos cu stânci abrupte de-a lungul coastelor vestice. Climatul mediteranean blând și ploile abundente de iarna fac ca insula să aibă o vegetație densă.
Principalele produse sunt uleiul de măsline, coacăzele, strugurii și citricele.

## Obiective turistice

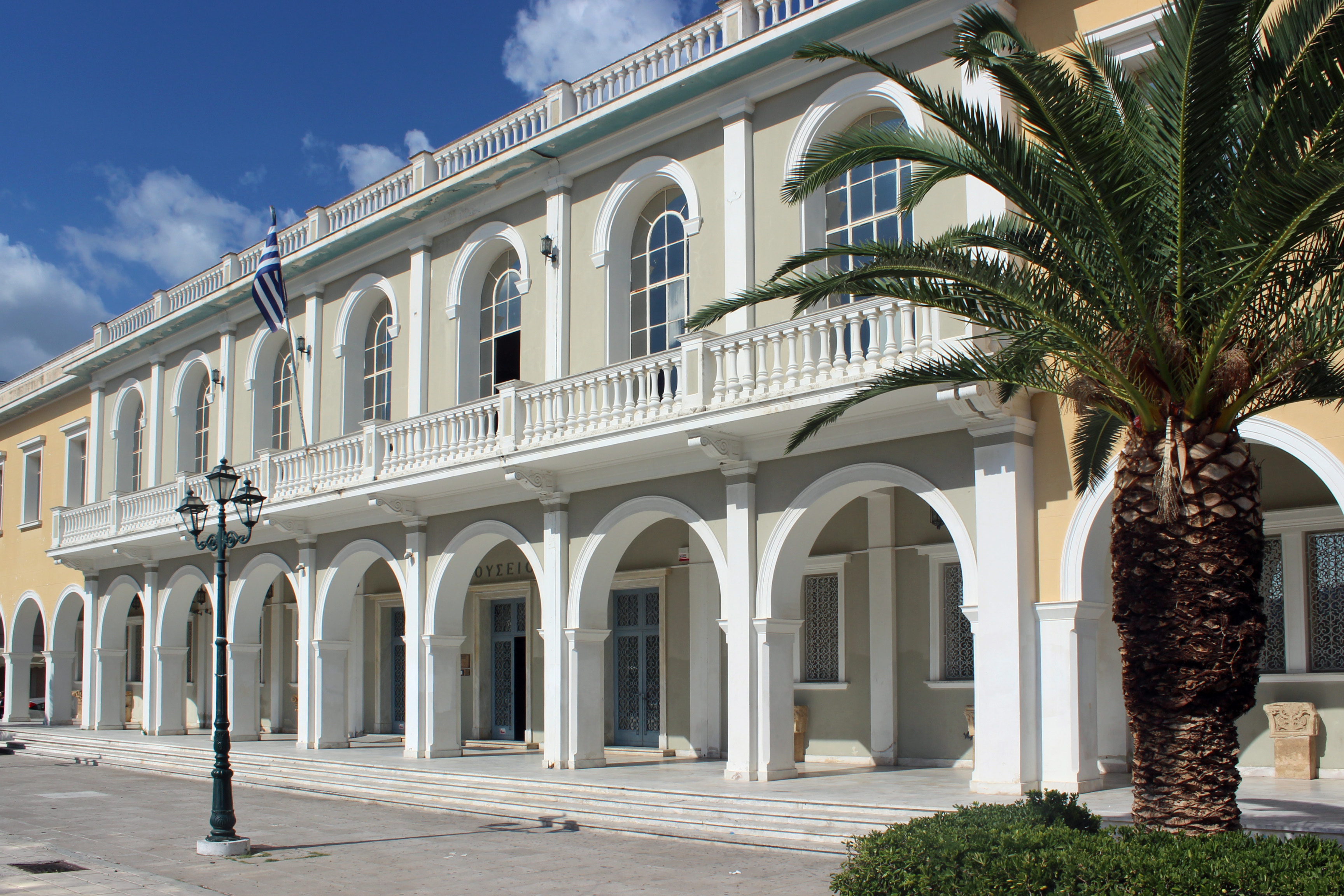
Muzeul Bizantin Zakynthos

- Grotele albastre (în partea de nord a insulei, în zona Capului Schinari)
- Muzeul Bizantin
- Muzeul Dionysos Solomos (muzeul literaturii)
- Mănăstirea Aghios Ioannes Prodromos
- Mănăstirea Theotokos la 25 km de Zakynthos
- Fortareața venețiană
- Turnul Ambeloravdis